# Harald Schwaiger
Harald Schwaiger (* 1973 in Hallein) ist ein österreichischer Schauspieler, Hörspiel- und Synchronsprecher sowie Theatergründer und -intendant.

## Leben
Harald Schwaiger legte am BG Hallein die Matura ab, leistete anschließend Zivildienst und studierte von 1992 bis 1996 Schauspiel am Salzburger Mozarteum, das er mit dem Diplom Magister artium abschloss.
1995 debütierte Schwaiger an den Vereinigten Bühnen Graz in der Rolle des Schufterle in Friedrich Schillers Räuber. Nach einem Gastspiel am Schauspiel Frankfurt im selben Jahr, hatte er von 1996 bis 2000 ein erstes Festengagement am Deutschen Nationaltheater Weimar. Danach wirkte Schwaiger bis 2002 in Heidelberg, ehe er von 2002 bis 2009 am Theater Dortmund auf der Bühne stand. Die Wuppertaler Bühnen, das Schauspielhaus Düsseldorf und die Burgfestspiele Bad Vilbel waren weitere Stationen seiner Theaterlaufbahn.
Bekannte Rollen Schwaigers waren die Titelrolle in Don Karlos, der Sekretär Wurm in Kabale und Liebe, Karl VII. in Die Jungfrau von Orleans und Schweizer in Die Räuber (alle von Friedrich Schiller), ferner der Behringer in Eugène Ionescos Die Nashörner. In den Beckett-Stücken Endspiel und Warten auf Godot verkörperte er die Figuren Clov bzw. Wladimir. Schwaiger spielte dabei unter Regisseurinnen und Regisseuren wie Peter Eschberg, Katja Paryla, Wolfgang Maria Bauer und Peter Löscher.
Schwaiger hat eine Dozentur an der Essener Folkwang Universität der Künste und erteilt privaten Schauspielunterricht.  2012 gründete er gemeinsam mit seinen Schauspielkollegen Richard Saringer und Michael Kamp die Theatergruppe AustroPott, die ihre Spielstätte im Dortmunder U hat. Seit 2019 fungiert Schwaiger darüber hinaus als Intendant des Theater- und Musikfestivals Dalheimer Sommer. 
Unregelmäßig steht Schwaiger auch vor der Kamera und ist überwiegend als Gastdarsteller in verschiedenen Serienformaten zu sehen. Sporadisch arbeitet er daneben als Hörspiel- und Synchronsprecher.
Harald Schwaiger lebt in Dortmund.

## Filmografie (Auswahl)
- 2010: SOKO Köln – Der Feind an meiner Seite
- 2013: Danni Lowinski – Zu viel Liebe
- 2013: Wie Tag und Nacht
- 2013: Lindenstraße – Eine großzügige Geste
- 2013: Die Rosenheim-Cops – Die Tote in der Kiste
- 2016: Alles was zählt (2 Folgen als Dr. Josef Juncker)
- 2018: Draußen in meinem Kopf
- 2019: Die Klempnerin – Alle Schuld rächt sich auf Erden
- 2020: SOKO München – Cuba Liebe

## Hörspiele
- 2017: Mischa Zickler: Seerauch – Regie: Petra Feldhoff – WDR
- 2018: Martin Heindel: NeuNuernberg – Regie: Martin Heindel – WDR

## Synchronarbeiten
- 2011: Steve Kosinski als Dr. Pinklady in Restitution
- 2012: Michael Yurchak als Jamie in Slammin’ Salmon – Butter bei die Fische!
- 2013: Sam Pancake als Ray in Falling up – Liebe öffnet Türen

## Auszeichnungen
- 2000: Österreichischer Kunstpreis für Musik
- 2018: Max-Ophüls-Preis (Preis der Jugendjury) für Draußen in meinem Kopf
- 2020: Nominierung zum Grimme-Preis 2020 für Draußen in meinem Kopf